# Avenida São Luís
La Avenida San Luis (en portugués: Avenida São Luís) es una avenida ubicada la zona central de la ciudad de São Paulo, Brasil. Su corto recorrido de apenas 300 metros se da en los barrios de República y Consolação, que pertenecen administrativamente a la subprefectura de Sé. 
La avenida inicia en la Avenida Ipiranga, cercano a la Plaza de la República y la Casa Caetano de Campos y recorre hacia el sur hasta la Rua da Consolação cerca a la Biblioteca Mário de Andrade. Su recorrido termina tras 500 metros es continuado por el Viaducto 9 de Julio que cruza la avenida 9 de Julio. 
Es una vía de un solo sentido en el que se encuentran, entre otros puntos notables, el Edificio Italia. 

## Historia
La vía fue abierta a inicios del siglo XVIII como un callejón llamado "Beco Comprido" (en español: "Callejón Largo"). En el mapa más antiguo de la ciudad, datado en 1810, este callejón no aparecía. Apareció en el de 1881 con el nombre de "Rua de Luiz". 
Si bien no se tiene conocimiento de quién fue el responsable de la apertura de la vía, sí se tiene conocimiento sobre quién la bautizó. El origen de su nombre está vinculado con Luís Antônio de Sousa Queirós, el conocido Brigadeiro Luís Antônio, militar luso-brasileño que sería uno de los hombres más ricos de São Paulo en la primera mitad del siglo XIX - hizo fortuna como tropero, lo que le facilitó adquirir terrenos en São Paulo. Una de sus propiedades era una chacra ubicado en lo que es hoy el barrio de Consolação - entre la calle del mismo nombre la rua 7 de abril (antiga Rua da Palha) y la Praça da República (antiguo Largo dos Curros). Dentro de este terreno se abrió un sendero que luego se convertiría en la avenida. 
Luego de la muerte del Brigadeiro en 1819, la chacra de Consolação pasó a ser de su hijo, Francisco Antônio de Sousa Queirós, el "Senador Queirós". Por más que el terreno fuese propiedad de la familia, esta no residía en él usándolo apenas para pasar pequeñas temporadas.  A la muerte del senador, la chacra pasó a ser dividida y vendida en lotes. En 1910, la Curia Metropolitana adquirió un lote y lo transfirió a la arquidiócesis para la construcción del "palacio São Luís". Diez años después, el Circolo Italiano adquirió el lote donde luego construiría el Edificio Italia en la esquina con la avenida Ipiranga. 
La avenida se convirtió en una vía importante, en la que se veían intelectuales y artistas en la que se llegaron a construir 17 mansiones que la convirtieron en una de las vías más elegantes de la ciudad. En 1944 la vía fue ensanchada para convertirse en avenida y, hacia 1960, la vía fue renombrada en homenaje al santo de devoción del Brigadeiro.